# Hesperomeles incerta
Hesperomeles incerta är en rosväxtart som först beskrevs av Henri François Pittier, och fick sitt nu gällande namn av Bassett Maguire. Hesperomeles incerta ingår i släktet Hesperomeles och familjen rosväxter. Inga underarter finns listade i Catalogue of Life.